# Aproksimacija funkcija
Aproksimacija funkcija je matematički problem zamjene zadane funkcije f nekom drugom funkcijom g, na određenom intervalu, koja je u nekom smislu blizu početnoj funkciji i pripada nekoj unaprijed definiranoj klasi funkcija. Nešto manje formalan opis aproksimacije funkcije jest da je to funkcija koja nije potpuno ista kao početna, ali se mnogo lakše izračunava i u željenom intervalu je dovoljno točna. 
U primjeni je ta dovoljno točna i lako izračunljiva funkcija najčešće polinom. Problem aproksimacije funkcije f funkcijom g svodi se u tom slučaju na određivanje vrijednosti koeficijenata polinoma a0, a1, … an. 
Aproksimacijska funkcija može biti linearna i nelinearna po parametrima. Prema kriterijima za izbor parametara aproksimacije razlikujemo više vrsta aproksimacije, ali glavne su:
- Interpolacija
- Srednjekvadratna aproksimacija

## Linearna i kvadratna aproksimacija
Ako je poznata vrijednost funkcije {\displaystyle f} i vrijednost u nekoj točki {\displaystyle x_{0}} njene prve derivacije {\displaystyle f'} onda polinom
{\displaystyle g(x)=f(x_{0})+f'(x_{0})(x-x_{0})}
od svih polinoma prvog stupnja najbolje aproksimira funkciju u okolini točke {\displaystyle x_{0}}.Takva aproksimacija se ponekad naziva linearnom aproksimacijom. Ako se uzme u obzir i vrijednost druge derivacije onda se dolazi do kvadratne aproksimacije
{\displaystyle g(x)=f(x_{0})+f'(x_{0})(x-x_{0})+{\frac {f''(x_{0})}{2}}(x-x_{0})^{2}}
koja se u primjeni, kada je potrebna veća preciznost od linearne aproksimacije, koristi u okolini {\displaystyle x_{0}=0} gdje poprima pojednostavljen oblik.
Takve aproksimacije su poseban slučaj Taylorovog polinoma i Taylorovog reda.